# 证书吊销列表
在一些密码系统的运作中（一般情况下是公開金鑰基礎建設的系统），证书吊销列表（英文：Certificate revocation list，縮寫：CRL，或譯作憑證廢止清冊）是尚未到期就被证书颁发机构吊销的数字证书的名单。这些在证书吊销列表中的证书不再会受到信任。
目前，在线证书状态协议（OCSP）已经替代证书吊销列表（CRL）成为检查证书状态的主流。

## 吊销状态
根据在 RFC 3280 中的定义，吊销有两种不同的状态：
- 吊销：该证书被不可逆的吊销。例如，它被不当的证书颁发机构颁发了证书，或者私钥被认为已经破坏。被吊销的最常见的原因是用户不再独有私钥，而私钥则被窃取。
- 吊扣：这个状态是可逆的。

## 脚注
1. ↑  经常被缩写为PKI，英文全称为Public Key Infrastructure